# Arco di San Lazzaro (Roma)
L'Arco di San Lazzaro è un arco di epoca romana situato a Roma, lungo via Marmorata, nel rione Ripa.

## Storia
Per la sua vicinanza all'Emporium, l'arco potrebbe essere il resto di un'arcata di un horreum (magazzino) connesso alle attività fluviali.
Nel Medioevo l'arco venne chiamato "di Orazio Coclite", per la sua prossimità al pons Sublicius, luogo delle gesta del mitico eroe romano.
L'arco prese il nome attuale "di San Lazzaro" in seguito alla costruzione, avvenuta nel Quattrocento, di una piccola chiesa dedicata al santo protettore dei lebbrosi, di fianco al fornice.
Nel Rinascimento l'arco veniva anche chiamato "delle Sette Vespe" o "dei Vespilloni", probabile riferimento a decorazioni oggi non più visibili. Dal 1600 in poi fu uno dei soggetti preferiti da pittori e incisori: celebre l'acquerello di Ettore Roesler Franz che lo ritrae.
Nel 1932, nei pressi dell'arco fu trovato un anemoscopio romano, descritto nei particolari dall'archeologo Ludwig Pollak.

## Descrizione
L'arco è realizzato in opera cementizia con cortina in laterizi e definito da una doppia ghiera di bipedali (mattoni quadrati di circa 59 cm di lato).